# Бачинський Марко Львович
Бачинський Марко, син Лева (8 травня 1907 — † 24 лютого 1993, м. Нюарк). Член 11 пластового куреня ім. Івана Мазепи в Станиславові, 5-го пластового куреня УСП «Довбушівці» та 3 пластового куреня «Лісові Чорти» (прийнятий до куреня під час інструкторського табору на Соколі 1926 року). Навчався у Львівський політехніці.
Заарештований НКВД за антибільшовицьку діяльність. Врятувався з тюрми після відступу радянських військ1. Член Українського Краєвого Комітету у Львові під проводом д-ра К. Паньківського (голова господарського відділу).
Емігрував до США 1950 року, мешкав у Сиракузах2.